# Sara Gazarek
Sara Gazarek (Seattle, 1982) is een Amerikaanse jazzzangeres.

## Discografie
- Yours (2005)
- Return to you (2007)